# Нинослав Марјановић
Нинослав Марјановић (рођен 19. марта 1977. у Бихаћу) је бивши српски кошаркаш. Играо је на позицији крилног центра.

## Каријера
Афирмацију је стекао у дресу ФМП-а а касније је наставио каријеру у многим домаћим и страним клубовима. Играо је још и за Будућност, Игокеу, Напредак Крушевац, Свислајон Таково, грчки Егалео, руски Универзитет Југра Сургут и кипарски Керавнос. Иако је прошао све млађе категорије Партизана никада није заиграо за први тим најтрофејнијег српског кошаркашког клуба. У дресу ФМП-а освојио је два пута национални куп (1997. и 2003).